# Giovanni Battista Costabili Containi
Pour les articles homonymes, voir Costabili.
Le marquis Giovanni Battista Costabili Containi (francisé en « Jean Baptiste Costabili » ; né à Ferrare le 29 janvier 1756, où il est mort le 17 mars 1841) est un homme politique italien des XVIIIe et XIXe siècles.

## Biographie
Jean Baptiste Costabili descendait d'une des plus célèbres familles italiennes : l'un de ses ancêtres, Albert Costabili, avait su conquérir l'estime de la comtesse Mathilde, et autres remplirent naguère d'importantes missions diplomatiques pour la maison d'Este.
Sa grande loyauté et la profondeur de son jugement lui acquirent l'estime générale en même temps qu'elles lui valurent les plus hautes faveurs. C'est ainsi qu'il fut, tour à tour, nommé président du Directoire de la République cisalpine, conseiller d'État à Milan, etc.
Plus tard, lorsque Napoléon Ier monta sur le trône, Jean Baptiste Costabili fut créé sénateur, trésorier du Sénat, président du Conseil d'État et intendant général des domaines.
Le talent et les rares qualités qu'il déploya dans ces diverses places sont notoirement connus, et il en fut dignement récompensé ; car, on lui adressa successivement les insignes de la Légion d'honneur et de l'ordre de la Couronne de Fer et il fut créé comte « du Royaume » (lettres patentes du 12 avril 1809).

### Lebibliophile
Rentré dans sa patrie et au sein de la vie privée, Jean Baptiste Costabili voulut reprendre le cours de ses habitudes en s'adonnant à de paisibles, mais honorables travaux. Dès ce moment, il consacra toute son existence à des recherches qu'il avait été contraint de suspendre et il se remit, avec ardeur, à la poursuite des divers monuments qui viendraient augmenter deux importantes collections : l'une, spécialement consacrée au groupement des œuvres de tous les peintres de l'école ferraraise ; l'autre, à la réunion de manuscrits et de livres, également précieux sous le double point de vue de leur valeur scientifique ou littéraire et de la rareté des éditions. Des circonstances heureuses aidèrent puissamment la passion et les recherches du noble marquis. Les ventes des plus célèbres bibliothèques monastiques qui eurent lieu au commencement du XIXe siècle, son immense fortune et les relations qu'il entretint avec les hommes les plus éminents lui procurèrent des trésors qui vinrent s'accumuler.
À force de persévérance, sa bibliothèque put être considérée comme l'une des plus importantes et des plus riches qu'aient jamais possédé les amateurs de l'Italie.

## Armoiries
| Figure | Blasonnement |
|        | Armes de comte du Royaume, Écartelé : au 1, des comtes sénateurs du Royaume ; au 2, de gueules, au compas ouvert d'argent, soutenu par une rêgle du même posée en fasce ; au 3, de gueules, à un faisceau d'épis d'argent ; au 4, de sinople à deux barres d'argent. |